# Džigoro Kano
Džigoro Kano, japonski pedagog, športnik in ustanovitelj juda * 10. december 1860 † 4. maj 1938. Judo je bil prva japonska borilna veščina, ki je dobila široko mednarodno prepoznavnost, in prva, ki je postala uradni olimpijski šport. Pedagoške novosti, ki jih pripisujejo Kanu, vključujejo uporabo črnih in belih pasov in uvedbo dan stopnje, da se pokaže relativna uvrstitev med pripadniki borilnih veščin. Znana gesla, ki jih pripisujejo Kanu, vključujejo „največjo učinkovitost z minimalnim naporom“ in „medsebojno blaginjo in koristi“.
V poklicnem življenju je bil Kanō vzgojitelj. Pomembne napotitve so vključevale službo direktorja osnovnošolskega izobraževanja na Ministrstvu za šolstvo (Monbushō) od 1898 do 1901 in predsednika Tokijske višje normalne šole od 1900 do 1920. Igral je ključno vlogo pri vključevanju juda in kenda v programe japonske javne šole iz 1910-ih.
Kanō je bil tudi pionir mednarodnega športa. Med dosežke vključujemo, da je bil prvi azijski član mednarodnega olimpijskega komiteja (MOK) (služboval je od 1909 do 1938); uradno zastopal Japonsko na večini olimpijskih iger med letoma 1912 in 1936; in služil kot vodilni tiskovni predstavnik Japonske za olimpijske igre 1940.
Njegova uradna priznanja in odlikovanja so vključevala prvi red zaslug in veliki red vzhajajočega sonca in tretjo cesarsko stopnjo. Kanō je bil imenovan za prvega člana dvorane slavnih mednarodne judo zveze (IJF) 14. maja 1999.

## Zgodnja leta
Jigoro Kano se je rodil v družini, ki se je ukvarjala s kuhanjem/predelovanjem sake-ja v mestu Mikage na Japonskem (danes znotraj Higashinadaku, Kobe) 10. decembra 1860 (28. dan 10. meseca v obdobju Man'en-a, kar je vodilo v praznovanje njegovega rojstnega dne na 28. oktobra ). Med družinske znamke sakeja so sodile Hakushika, Hakutsuru in Kiku-Masamune. Toda Kanov oče Jirosaku Kano (rojena Mareshiba Jirosaku) je bil posvojen in ni šel v družinsko podjetje. Namesto tega je delal kot laični duhovnik in kot višji referent za ladjarske linije.  Kanov oče je zelo verjel v pomembnost izobrazbe in je Jigoroju, svojemu tretjemu sinu, omogočil odlično izobrazbo. Med Jigorove prve učitelje spadata novokonfucijanska učenjaka Yamamoto Chikuun in Akita Shusetsu.  Kanova mama je umrla, ko je bil Jigoro star 9 let in po tem je oče družino preselil v Tokio. Mladi Kano je bil vpisan v zasebne šole in imel svojega mentorja angleškega jezika. Leta 1874 so ga poslali v zasebno šolo pod vodstvom Evropejcev z namenom, da bi izboljšal svoje znanje angleščine in nemščine. 
V času mladosti je bil Kano visok 1,57 m in tehtal zgolj 41 kg. V času šolanja je zaradi svoje velikosti in intelektualne narave  bil velikokrat podvržen ustrahovanju na način, da so ga učenci izvlekli iz šolskih stavb, da bi ga premagali.  Zaradi tega si je želel, da bi bil močnejši in bi se lahko branil.  Nekega dne je Nakai Baisei (družinski prijatelj, ki je bil član straže shoguna) Jigoru omenil, da je jujitsu odlična oblika fizičnega treninga in Kanu pokazal nekaj tehnik, s katerimi lahko tudi manjši človek premaga večjega in močnejšega nasprotnika. Kano je v tem videl potencial za samoobrambo in tako se je odločil, da se želi naučiti umetnosti te borilne veščine, kljub Nakaijevemu vztrajanju, da je takšno usposabljanje zastarelo in nevarno.  Kanov oče je sina želel odvrniti od jujitsuja, kakor je tudi ignoriral ustrahovanje, kateremu je bil podvržen njegov sin, a ko je opazil Kanojevo veliko zanimanje za umetnost te borilne veščine mu je dovolil, da trenira pod pogojem, da se bo vedel obvladati. 

## Poglej tudi
- Judo
- Samoobramba
- Borilne veščine